# Tejmur Bachtijar
Tejmur Bachtijar (pers. ‏تیمور بختیار‎; ur. 1914, zm. 12 sierpnia 1970) – irański generał, pierwszy dyrektor tajnej policji politycznej SAWAK, którą kierował w latach 1957–1961.  

## Życiorys

### Kariera wojskowa
Był synem Moazzama Bachtijara, przywódcy jednego z plemion Bachtiarów. Wykształcenie średnie uzyskał we francuskiej szkole w Bejrucie w 1933, po czym ukończył École Spéciale Militaire de Saint-Cyr i Akademię Wojskową w Teheranie.
Karierę w armii irańskiej umożliwił mu udział w likwidowaniu Autonomicznej Republiki Azerbejdżanu, powstałej w toku kryzysu irańskiego. Podczas przygotowań do zamachu stanu w 1953, który obalił rząd Mohammada Mossadegha powierzono mu istotne zadanie: w razie niepowodzenia pierwszej próby aresztowania premiera w Teheranie, dowodzona przez niego armia zmotoryzowana miała wkroczyć do stolicy. Ostatecznie jego interwencja w takiej postaci nie okazała się konieczna, jednak jego lojalność wobec szacha Mohammada Rezy Pahlawiego została wynagrodzona stanowiskiem wojskowego gubernatora Teheranu. Karierze Bachtijara sprzyjały również wpływy jego krewnych, zwłaszcza fakt, że spokrewniona z nim Sorajja Esfandijari Bachtijari wyszła w 1951 za mąż za szacha Iranu.

### Dyrektor SAWAK
W 1957 został pierwszym dyrektorem tajnej policji politycznej szacha, utworzonej przy pomocy jego brytyjskich i amerykańskich doradców - SAWAK. Kierując SAWAK, bezwzględnie zwalczał organizacje opozycyjne, zwłaszcza socjalistyczną partię Tude.
W lutym 1961 był osobistym wysłannikiem szacha do nowo wybranego prezydenta Stanów Zjednoczonych Johna F. Kennedy’ego. W tym samym roku nawiązał kontakt z ambasadą amerykańską w Teheranie, próbując uzyskać poparcie dla planu obalenia rządu Alego Aminiego. Próba ta zakończyła się jednak całkowitym niepowodzeniem. Pogłoski o antyrządowej działalności szefa SAWAK sprawiły, że w porozumieniu z szachem, który również przestał mu ufać, premier Ali Amini zmusił go do rezygnacji ze sprawowanych funkcji i do emigracji.

### Emigracja
Początkowo wydawało się, że wygnanie Bachtijara będzie krótkie. Szach nadal jednak mu nie ufał. Ostatecznie w 1969 potwierdził wydany przez obie izby irańskiego parlamentu akt uznania Bachtijara za winnego zdrady stanu, pozbawiający go stopnia generalskiego i całego mienia, które podległo konfiskacie. Były dyrektor SAWAK udał się do Europy i próbował bez powodzenia uzyskać poparcie Brytyjczyków dla swoich planów odsunięcia szacha od władzy. Następnie wyjechał do Iraku i tam nawiązał kontakty z różnymi organizacjami irańskiej opozycji. Próbował spotkać się z ajatollahem Chomeinim, nie jest jednak pewne, czy do takiego spotkania doszło. Nawiązał także kontakty z partią Tude, którą zwalczał, kierując irańską tajną policją.
W 1967 Mohammad Reza Pahlawi polecił SAWAK zamordować Bachtijara, którego zagranicznej działalności coraz bardziej się obawiał. W marcu 1968 generał został zatrzymany w Libanie pod zarzutem nielegalnego wwozu broni, jednak starania Iranu o jego ekstradycję zostały w ostatniej chwili odrzucone, a wojskowy otrzymał zgodę na wyjazd do Szwajcarii. Następnie udał się do Iraku, dokąd zaprosił go Saddam Husajn, obiecując mu równocześnie pomoc w utworzeniu i szkoleniu zbrojnej organizacji, która mogłaby obalić szacha. Jego najbliższe otoczenie było już wtedy całkowicie zinfiltrowane przez irańską tajną policję. Ostatecznie
Tejmur Bachtijar został zastrzelony podczas polowania przez agenta SAWAK w sierpniu 1970.

## Życie prywatne
Był dwukrotnie żonaty. Dzięki korupcji zgromadził ogromny majątek, prowadził skandalizujący tryb życia, stale nawiązując nowe romanse.